# Campingplatz

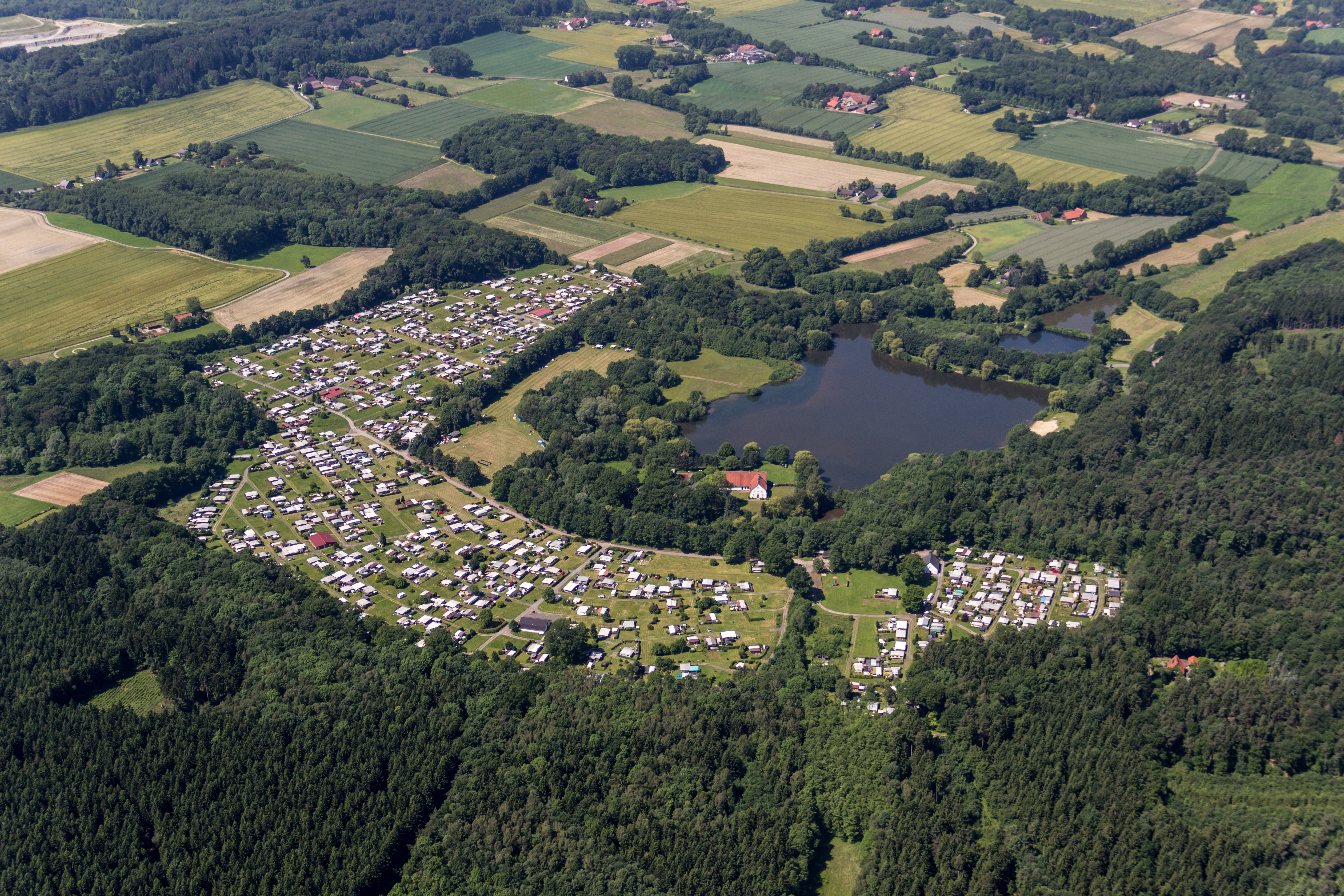
Campingplatz Teutoburger Waldsee

Ein Campingplatz (meist privat, gelegentlich auch durch die öffentliche Hand betrieben) ist ein abgegrenztes (häufig umzäuntes) Gelände, auf dem Camping möglich ist, d. h. also der Aufenthalt mit Zelten, Wohnwagen oder Wohnmobilen. Dies geschieht meist im Rahmen der Freizeitgestaltung (z. B. Urlaub, Wochenende); gelegentlich wohnen Menschen auch mehr oder weniger dauerhaft auf Campingplätzen, z. B. Monteure oder Pendler (als Wohnsitz oder Zweitwohnsitz, oder gar in Form einer Wohnwagensiedlung).

## Beschreibung
Campingplätze befinden sich im Allgemeinen in Regionen von touristischem Interesse, sei es in landschaftlich schönen Gegenden oder auch in der Nähe von (selten in) größeren Städten.

Campingplatz in der Hauptsaison/Südeuropa

Praktisch immer haben sie (mehr oder weniger aufwändige) sanitäre Anlagen; häufig haben sie zusätzliche Einrichtungen wie Läden, Gastronomie, zunehmend auch Freizeiteinrichtungen wie Fitnesscenter, Schwimmbad, Trimm-Dich-Pfad, Boule/Boccia-Platz, Swingolf/Minigolf-Anlage, Kinderspielplatz. Nicht selten wird eine Gästeunterhaltung angeboten („Animation“, z. B. organisierte Sportwettbewerbe, geführte Wanderungen, Kinderbetreuung, abendliches Unterhaltungsprogramm). Solche Zusatzangebote sind sehr häufig auf die Hauptsaison beschränkt.
Zu unterscheiden sind Campingplätze für Dauercamper (Camper, die ihr Freizeitfahrzeug wie ein Ferienhaus nutzen) und für reisende Camper. Es gibt Dauercamperplätze, die keine durchreisenden Gäste oder Touristen aufnehmen. Ebenso gibt es Campingplätze nur für reisende Touristen, die keine Stellplätze für Dauercamper vermieten. Mischformen sind häufig. In Campingführern werden Plätze oft als Etappen-, Ferien- oder Dauercampingplatz bezeichnet. Eine Sonderform ist der FKK-Campingplatz.
Viele Campingplätze bieten auch Ferien-Mietunterkünfte (Zelte, Caravans, Mobilheime, Holzhütten, Bungalows) an. Sehr viel seltener können auch Parzellen mit einer Wohnmöglichkeit für einen dauerhaften Aufenthalt (Erstwohnsitz) gemietet werden.
Campingplätze gibt es in ganz Europa und darüber hinaus mit einer sehr breit gefächerten Angebotspalette. Sie reicht vom kleinen, einfachen (meist preiswerten) Wiesenplatz bis hin zum vollen Angebot mit Badelandschaft, Supermarkt, Restaurant und Animation für alle Altersgruppen und Interessenlagen. Für Reisemobile gibt es oft befestigte Plätze (mit Rasengittersteinen); Wohnwagen und Zelte stehen meist auf unbefestigtem Wiesenuntergrund.
Jährlich erscheinen diverse sogenannte Campingführer mit Beschreibungen von mehreren tausend Campingplätzen in Europa.

## Sanitäre Einrichtungen auf Campingplätzen

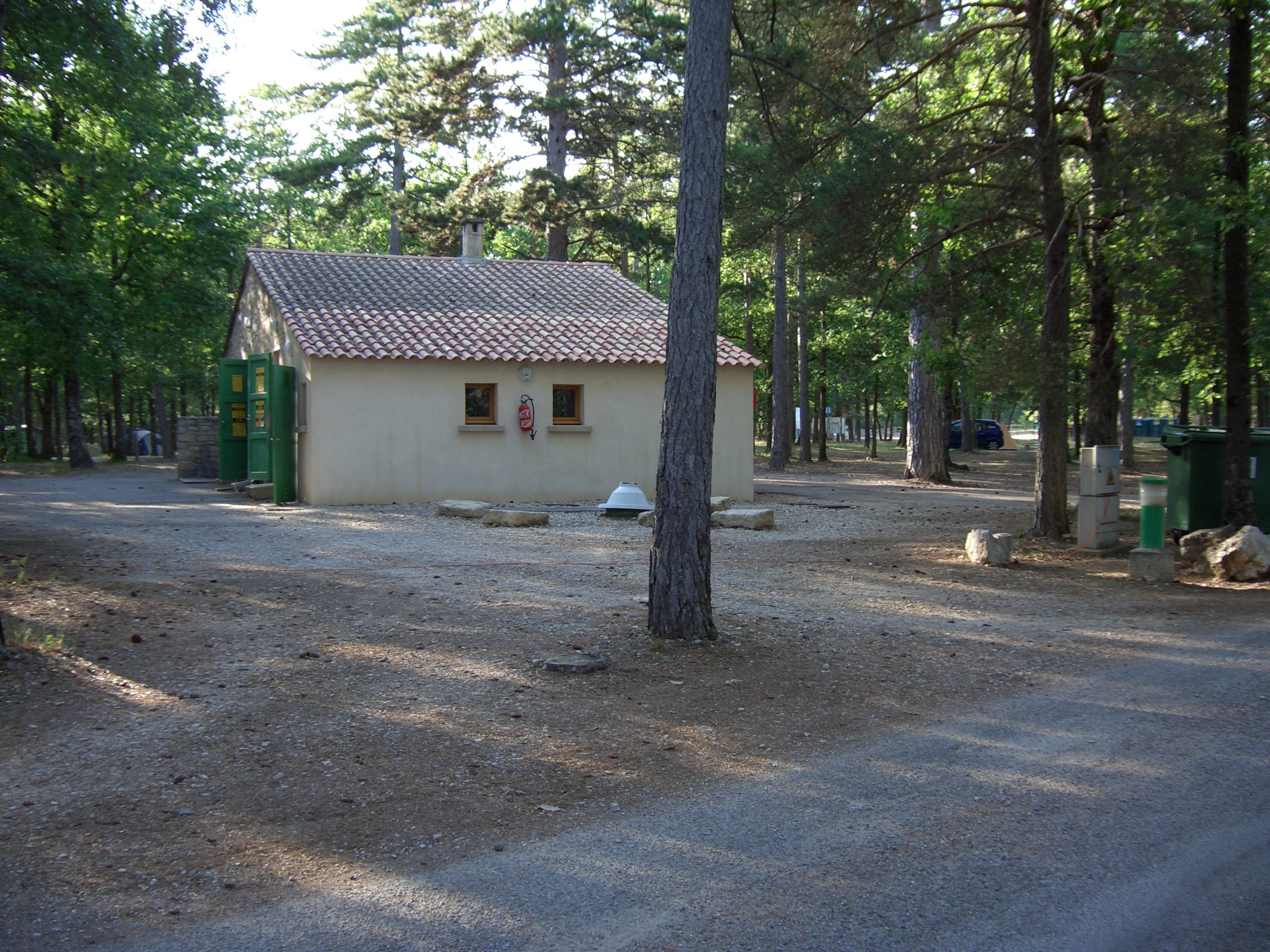
Sanitäre Anlage des Campingplatzes von Sault in Frankreich

Auf Campingplätzen gibt es üblicherweise Einrichtungen für die Körperpflege und Toiletten. Weil die Einrichtungen für das Geschirrspülen, Wäschewaschen und Ausgüssen für die Bordtoiletten meist räumlich beieinanderliegen, werden sie meist ebenfalls zu den sanitären Einrichtungen gezählt.
Die Bandbreite der Ausführungsformen der sanitären Einrichtungen auf Campingplätzen ist sehr groß. Es finden sich (nur noch selten) Campingplätze mit eher archaischer Ausstattung bis hin zu einem Standard, der sich mit gehobenen Hotelanlagen messen kann.
Die Sanitäreinrichtungen stehen generell allen Campern zur Verfügung. Die Kosten für ihre Nutzung sind – von Ausnahmen abgesehen – in der Platzgebühr enthalten. Es werden aber auch mitunter einzelne Einrichtungen an einzelne Camper vermietet (Privatkabinen mit kompletter „Badezimmereinrichtung“) oder Stellplätze mit individuellen Sanitäreinrichtungen ausgestattet.
Viele Campingplätze bieten auch sanitäre Einrichtungen für Camper mit eingeschränkter Mobilität (Rollstuhlfahrer) an.

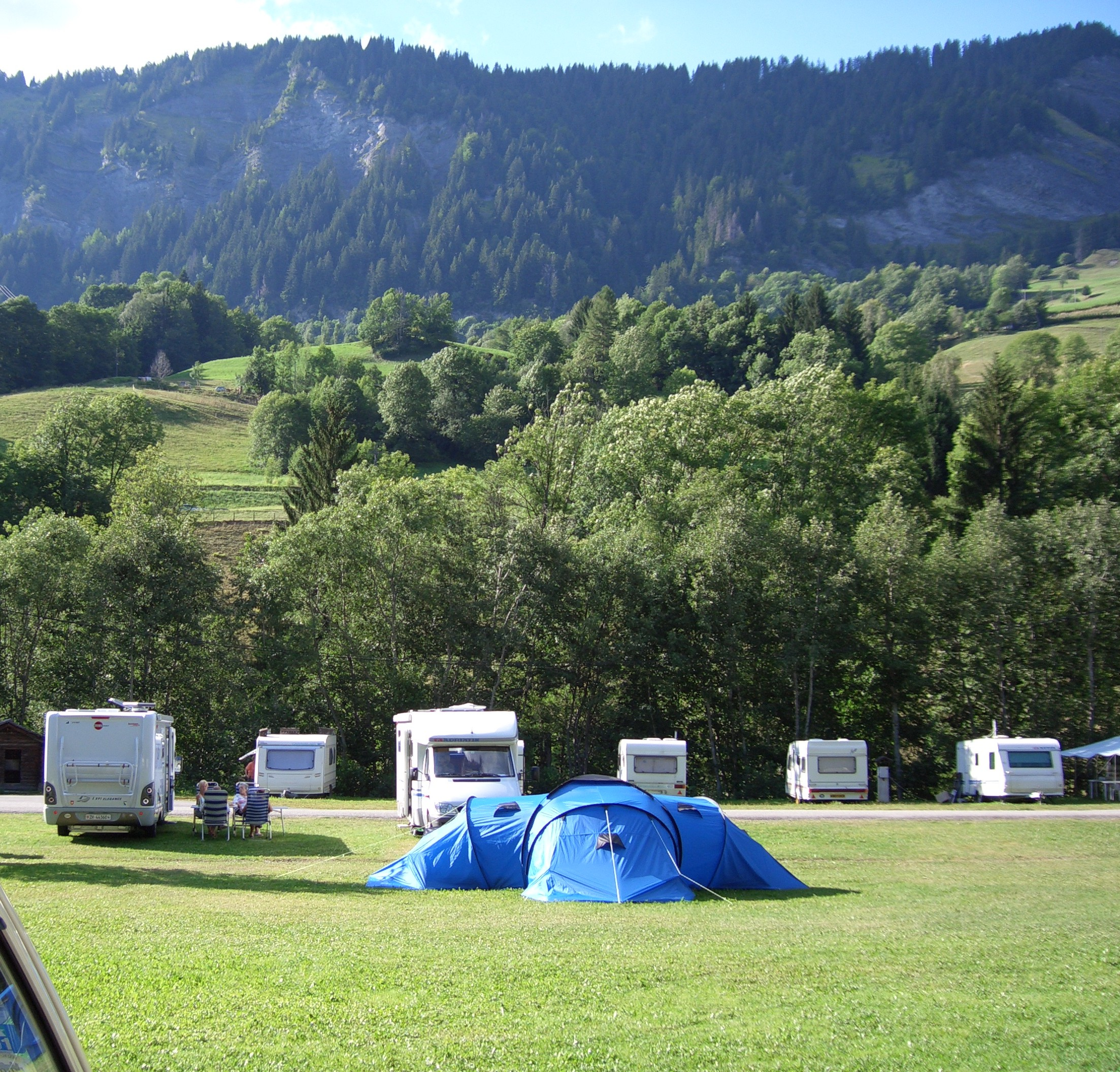
Wiesenplatz in Flumet in den französischen Alpen in ca. 1200 m Höhe

Auf größeren Campingplätzen sind die sanitären Einrichtungen oft auf mehrere Gebäude verteilt. Es ist nicht ungewöhnlich, dass sich die Einrichtungen in den verschiedenen Gebäuden qualitativ deutlich unterscheiden (unterschiedliches Alter und Renovierungsstatus). Häufig wird das Angebot der Belegung angepasst (ein Teil der Einrichtungen dann verschlossen).
Um die sanitären Einrichtungen eines Campingplatzes zu bewerten, müssen die auf die Platzgröße bezogene Anzahl der Objekte, deren Funktionstüchtigkeit und Aussehen sowie die Sauberkeit berücksichtigt werden. Dies kann gelegentlich zu Missverständnissen bei der Interpretation solcher Bewertungen z. B. eines Campingführers führen, wenn diese Bewertungskriterien sehr unterschiedlich erfüllt werden (z. B. Abwertung trotz hochmoderner, blitzsauberer Einrichtungen, weil viel zu wenige davon vorhanden sind oder bestimmte Einrichtungen fehlen).

### Duschen
Duschen befinden sich meist in Kabinen und haben in der Regel eine verschließbare Tür. Sie sollten eine vor Spritzwasser geschützte Ablage oder Aufhängemöglichkeiten für Kleidung, Handtuch und Kulturbeutel bieten.

### Geschirrspül- und Wäschewaschmöglichkeiten
Derartige Reinigungsmöglichkeiten befinden sich häufig an den Außenwänden der Sanitärgebäude im Freien. Die meisten Campingplätze verfügen auch über Waschmaschinen und Trockner (gegen Gebühr), seltener auch Geschirrspülmaschinen.

### Toiletten
Toiletten werden um das Mittelmeer gelegentlich (anteilig) auch als Stehklo ausgeführt. Toilettenpapier ist nicht selten mitzubringen. Urinale sind häufig optisch nicht abgetrennt.

### Warmwasser
Warmes Wasser zumindest bei den Duschen ist seit langem Standard. Die Wassertemperatur war häufig voreingestellt; heute gilt aber die Einstellbarkeit durch den Camper wieder als ein Komfortmerkmal. Die Warmwasserversorgung ist in der Regel inklusive – lediglich für das Benutzen der Duschen wird häufig eine extra Gebühr verlangt (Chip, Duschmarke oder Chipkarte; letztere erfasst die Duschdauer für eine spätere Abrechnung), um die Nutzungszeit auf ein vernünftiges Maß (einige Minuten) zu beschränken; seltener auch für andere Einrichtungen (Geschirrspülen). Diese kosten in der Regel nur einen Aufpreis, wenn es sich z. B. um elektrisch erwärmtes Wasser (zumeist von Geräten mit mehr als 18 kW Stromaufnahme) handelt, da sonst unüberschaubare Kosten für den Betreiber des Campingplatz die Folge wären.

### Waschbecken
Waschbecken können offen oder in Kabinen angebracht sein. Besonders in südlichen Regionen wird häufig nur Kaltwasser angeboten. Waschrinnen sieht man nur noch selten.

## Rechtliches
In Deutschland und Österreich wird die Mindestausstattung von Campingplätzen durch die Campingverordnung des jeweiligen Bundeslandes festgelegt. Diese Verordnungen fordern unter anderem in Abhängigkeit von der Anzahl der zugelassenen Unterkünfte eine bestimmte Mindestanzahl von Toiletten, Waschgelegenheiten und Wasseranschlüssen, legen aber auch zum Beispiel die Mindestbreite der Zufahrtswege fest.
Sonderform Microcamping
Unter Microcampig wird das Campen auf kleinen, privat angebotenen Flächen verstanden. Die Vermarktung erfolgt über Online-Plattformen oder den Verkauf von Anrechtsbroschüren. Nicht selten wird nur die bloße Stellmöglichkeit zur Verfügung gestellt. Aber auch die Versorgung mit elektrischem Strom, Wasser u. a. ist oft möglich. Die Anbieter können Ausnahmen für Forderungen an die Einrichtung von Camping- oder Wohnmobilstellplätze nutzen, welche bei einer sehr geringen Anzahl von angebotenen Stellplätzen von diesen Auflagen entbinden. Der Anbieter entscheidet, ob er Zelte, Gespanne oder Wohnmobile zulässt.
Da die Bereitstellung dieser Angebote keine oder nur sehr geringe Investitionen erfordert, kann Microcamping zu Preisen angeboten werden, mit denen Campingplätze nicht konkurrieren können.
Camping außerhalb von Camping- und Wohnmobilstellplätzen („wildes Camping“) unterliegt unterschiedlichen, regionalen Regelungen und ist im Allgemeinen nicht gestattet. Hierzu finden sich weitere Ausführungen im Artikel Camping.

## Klassifizierung
Viele Länder haben ein offizielles Klassifizierungssystem – meistens Sterne – für Campingplätze eingeführt. Die Kriterien sind von Land zu Land unterschiedlich, kaum miteinander vergleichbar und unterscheiden sich auch von den Bewertungen in Campingführern. In manchen Ländern ist die Klassifizierung und die Ausschilderung einer durchgeführten Klassifizierung vorgeschrieben, in anderen ist sie freiwillig.

### Situation in Deutschland
In Deutschland hat der Bundesverband der Campingwirtschaft in Deutschland zusammen mit dem Deutschen Tourismusverband e. V. ein Klassifizierungssystem zur Qualitätsverbesserung und -sicherung des Infrastruktur-, Dienstleistungs- und Serviceangebotes auf Camping- und Freizeitanlagen in Deutschland aufgestellt. Die Richtlinien und Bewertungskriterien wurden in Zusammenarbeit mit Praktikern und Verbraucherverbänden im Jahr 2000 entwickelt und stetig der veränderten Nachfrage angepasst.
Es besteht kein Zwang zur Klassifizierung, Campingplätze unterziehen sich freiwillig den Kontrollen, wobei deren Ergebnisse alle drei Jahre überprüft werden. Bewertet werden in den Kategorien Rezeption und Service, Sanitär und Standplätze Kriterien wie Größe, Erreichbarkeit, Sauberkeit der Sanitäranlagen, WC-Ausstattung oder auch Gesamtzustand der Standplätze und Wege. Je nach Ergebnis werden die Campingplätze mit bis zu fünf Sternen ausgezeichnet, wobei die Sterne folgende Bedeutung haben:
| Anzahl Sterne | Bedeutung   | Erklärung |
| ------------- | ----------- | --- |
| 1             | Einfach     | Einfach und zweckmäßig in der Ausstattung bzw. im Gesamteindruck |
| 2             | Zweckmäßig  | Zweckmäßig und gut in der Ausstattung bzw. im Gesamteindruck, mit mittlerem Komfort, Einrichtungen bei guter Qualität                                                                  |
| 3             | Komfortabel | Gesamtausstattung bzw. Gesamteindruck mit gutem Komfort, Einrichtungen von besserer Qualität                                                                                           |
| 4             | Erstklassig | Erstklassig in der Gesamtausstattung bzw. im Gesamteindruck, mit gehobenem Komfort, Einrichtungen in gehobener und gepflegter Qualität                                                 |
| 5             | Exklusiv    | Exklusive in der Gesamtausstattung bzw. im Gesamteindruck, mit hochwertigem/erstklassigem Komfort, großzügige Einrichtungen in besonderer Qualität                                     |
|               |             | Spitzenplätze, die durch zusätzliche Freizeitangebote und Dienstleistungen (wie Hallenbad, Tourenangebote usw.) im Gesamteindruck hervorstechen, können den Zusatz „Superior“ erhalten |